# Karabin Kammerlader
Kammerlader (z nor. ładowany do komory) — norweski karabin jednostrzałowy rozdzielnego ładowania wprowadzony do produkcji w 1842 r. Posiadał nowatorski system ładowania komory nabojowej poprzez jej wychylanie do pozycji pionowej. Pierwszy karabin odtylcowy wprowadzony na podstawowe uzbrojenie strzeleckie całych sił zbrojnych.
Jednostrzałowy karabin kammerlader strzelał amunicją czarnoprochową i był przeładowywany dźwignią znajdującą się z prawej strony broni. Taki sposób obsługi pozwalał na szybsze i prostsze przeładowanie, co znacząco wpływało na jej szybkostrzelność. Karabiny kammerlader wkrótce po wprowadzeniu do uzbrojenia zyskały reputację doskonałej, bardzo celnej i szybkiej broni, bardzo dobrze spisującej się w walce z piechotą wroga, atakującą w tamtym czasie zwartymi szeregami.
Karabin kammerlader został opracowany i wprowadzony do produkcji w 1842 roku i do zakończenia jego wytwarzania w 1870 wyprodukowano ponad 40 tysięcy egzemplarzy tej broni. Chociaż kurkowe karabiny odtylcowe Fergusona i Halla były pierwszą ładowaną od tyłu bronią użytą masowo, to właśnie Norwegia, jako pierwszy na świecie kraj, wprowadziła do uzbrojenia broń odtylcową na tak szeroką skalę, wyposażając w nią całą swoją armię i marynarkę wojenną. Karabiny kammerlader były produkowane w kilkudziesięciu wersjach, różniących się szczegółami.
Po skonstruowaniu nowocześniejszych typów broni, karabiny kammerlader sukcesywnie wycofywano z uzbrojenia. Część z nich po modyfikacji do zasilania amunicją bocznego zapłonu trafiła na rynek cywilny, a pozostałe przeznaczono na złom. Karabiny trafiające na rynek cywilny także poddawano modyfikacjom, przerabiając je na strzelby śrutowe lub karabiny myśliwskie. Obecnie bardzo trudno znaleźć niezmodyfikowany karabin kammerlader, a zachowane egzemplarze osiągają na rynku kolekcjonerskim bardzo wysokie ceny.

## Historia rozwoju
Na początku XIX wieku zmienił się sposób prowadzenia walki oddziałów piechoty polegający na wymianie zmasowanego ognia salwami pomiędzy dużymi oddziałami, na rzecz mniejszych oddziałów nacierających osobno. Na podstawie obserwacji wojny o niepodległość Stanów Zjednoczonych, wojen napoleońskich i krótkiego konfliktu między Szwecją i Norwegią w 1814 roku, oraz bitew morskich, w których zmierzyły się duże brytyjskie okręty wojenne z duńsko-norweskimi kanonierkami, zdecydowano o potrzebie wprowadzenia na uzbrojenie armii norweskiej broni strzeleckiej ładowanej odtylcowo, celniejszej niż muszkiety i jeszcze szybszej w obsłudze od broni używanej przez norweskich strzelców (Jeger) i strzelców górskich (Skijeger).
W celu opracowania założeń dla nowej broni zawiązano w 1837 roku specjalną komisję, która zdecydowała, że nowy karabin musi się charakteryzować:
- mniejszym kalibrem niż dotychczas stosowany w muszkietach
- niezawodnym mechanizmem zapłonowym nie gorszym od zamka kapiszonowego (wcześniejsze muszkiety posiadały zamek skałkowy)
- większą łatwością i prędkością przeładowania, co jednoznacznie wskazywało na broń odtylcową
- większą celnością niż muszkiety.

W rezultacie działań komisji opracowano nowoczesny karabin odtylcowy, którego projekt zatwierdzono 18 maja 1842 roku. Kaliber nowej broni określono jako 18 lødig, co oznaczało, że z jednego funta norweskiego można było odlać 18 kul ołowianych. W obecnie używanych jednostkach miar kaliber ten wynosił 17,5 mm.
Od 1842 do 1867 roku, w którym wprowadzono nowocześniejszy karabin Remington M1867 wyprodukowano ponad 40 tysięcy egzemplarzy kammerladerów w ponad 80 różnych wersjach. W 1860 roku zmniejszono kaliber broni do 4 linii (linje), czyli 11,77 mm, a w 1867 część karabinów kammerlader zmodyfikowano do zasilania amunicją bocznego zapłonu, co wymagało ponownego rozwiercenia lufy do kalibru 12,17 mm w celu dopasowania do nowego kalibru nabojów.
Podczas wojskowych zawodów strzeleckich w Belgii przeprowadzonych w 1861 roku, karabin kammerlader został oceniony jako najcelniejsza broń długa w Europie. Norweski karabin okazał się bronią zdolną do prowadzenia celnego ognia na odległość do 1 kilometra, co nawet jak na dzisiejsze standardy jest znakomitym osiągnięciem.

## Opis konstrukcji
Każdy karabin ładowany odtylcowo musi posiadać mechanizm ryglujący pozwalający otwierać komorę nabojową w celu załadowania amunicji i zabezpieczyć ją podczas oddawania strzału. Szczelne i pewne zaryglowanie lufy było najważniejszą rzeczą w karabinach strzelających początkowo amunicją bez łuski, którą wprowadzono kilka lat później. Największym wyzwaniem dla ówczesnej metalurgii było wykonanie szczelnej, zdolnej wytrzymać duże ciśnienie gazów prochowych komory nabojowej, co też osiągnięto, tym samym kammerlader stał się pierwszą w pełni udaną bronią wojskową ładowaną odtylcowo. Opracowany wcześniej karabin Dreyse M1849 nie był aż tak doskonały, co objawiało się znacznymi przedmuchami gazów prochowych z nieszczelnej komory nabojowej.

Przeładowanie broni odbywało się przez obrócenie znajdującej się z prawej strony karabinu dźwigni, co pozwalało na otwarcie komory nabojowej, wsypanie ładunku prochu i kuli ołowianej znajdujących się w tubie papierowej. Dostarczanie kompletnych ładunków prochowych w tubach, było znaczącym czynnikiem zwiększającym szybkostrzelność karabinu. Chociaż czas potrzebny do przeładowania broni był znacznie dłuższy w porównaniu z późniejszymi karabinami strzelającymi amunicją z łuską, to w porównaniu z ówcześnie stosowanymi karabinami odprzodowymi był to zdecydowanie szybszy sposób przeładowywania.
Sposób przeładowywania karabinu kammerlader pokazano na rysunku obok:
1. Odwieść kurek znajdujący się pod spodem karabinu;
2. Obrócić dźwignię otwierającą komorę nabojową;
3. Założyć kapiszon na kominek;
4. Wsypać odmierzony ładunek prochowy z papierowej tuby, a następnie włożyć papier z tuby jako przybitkę uszczelniającą;
5. Włożyć kulę do komory nabojowej;
6. Obrócić dźwignię komory nabojowej do pozycji wyjściowej ryglując przewód lufy i przygotowując broń do strzału;

Rzeczywista szybkostrzelność karabinu kammerlader zależała głównie od prędkości, z jaką strzelec był w stanie załadować ładunek do komory nabojowej. Chociaż nie ma dokładnych danych mówiących jak szybko można było strzelać z tej broni, to ocenia się, że wartość ta zawierała się pomiędzy 4 strzałami na minutę oddawanymi z muszkietu i 10 do 12 strzałami z karabinu Dreyse M1849. Po wprowadzeniu nabojów zespolonych wartość ta wzrosła.
Większość kammerladerów będących na uzbrojeniu armii norweskiej była wielokrotnie modyfikowana. Pierwszą poważną modyfikacją była wymiana celownika ze stałego na przerzutowy w postaci litery L, przestawiany w jedną z dwóch pozycji. Później jeszcze raz zmodyfikowano celownik, na krzywkowy wielopołożeniowy, bardzo podobny do stosowanych współcześnie. Późniejsze modyfikacje polegały na przystosowaniu jej do strzelania amunicją bocznego zapłonu.

## Amunicja
Kammerlader został zaprojektowany do strzelania specjalnie przygotowanymi ładunkami papierowymi z odmierzoną porcją prochu i pociskiem ołowianym owiniętym papierem, co ułatwiało i przyspieszało ładowanie broni. Początkowo używane pociski miały kształt kuli, ale od 1855 roku wprowadzono nowy rodzaj pocisku, pocisk typu Minié, o stożkowym kształcie wydrążonym wewnątrz w taki sposób, że ciśnienie gazów prochowych powodowało jego rozdęcie i uszczelnienie w przewodzie lufy, zapewniając większą celność broni. Nowy ładunek miał postać papierowej tuby owiniętej dookoła cylindrycznej części pocisku i przewiązanej wełnianą nicią w miejscu rowkowania. Z drugiej strony zabezpieczono pocisk poprzez zatopienie go w łoju, następnie wsypywano proch i zawijano koniec tuby. Ładunek dla pocisków kalibru 18 lødig zawierał 96 granów (6,22 g) prochu czarnego. Źródła podają bardzo rozbieżne wartości prędkości wylotowej pocisku, ale wiadomo, że podczas testów w 1849 roku uzyskano przebijalność 50 mm drewna z odległości 800 alenów, czyli 500 metrów.

## Modyfikacja do strzelania amunicją bocznego zapłonu
Po wprowadzeniu w 1867 do uzbrojenia karabinu Remington M1867 strzelającego amunicją bocznego zapłonu, armia i marynarka wojenna Norwegii postanowiły zmodyfikować część znajdujących się w magazynach karabinów kammerlader do zasilania tą właśnie amunicją. Przedstawiono dwa projekty modyfikacji karabinu autorstwa Lunda i Landmarka. Oba rozwiązania nie były w pełni satysfakcjonujące, ale mimo wszystko tańsze i szybsze niż wyprodukowanie karabinu Remington. Ostatecznie armia norweska modyfikowała karabiny zgodnie z projektem Lunda, a marynarka opracowaniem Landmarka.
W konwersji Lunda zastąpiono komorę nabojową blokiem zamkowym, a wyciąg zamontowano po jej lewej stronie. Komora nabojowa przystosowana do nabojów kalibru 12,17 × 44 mm została wyfrezowana do tylnej części lufy, a iglicę wygięto w taki sposób, aby po uderzeniu kurkiem trafiała w odpowiednie miejsce łuski naboju bocznego zapłonu.
Mechanizm karabinów przerobionych zgodnie z opracowaniem Landmarka był znacznie prostszy. Komora nabojowa pozostała taka sama jak w oryginalnym karabinie, ale zamontowano ją na zawiasie umożliwiającym jej odchylanie do tyłu. Naboje 12,17 × 44 mm były ładowane tyłem, a następnie komorę należało zamknąć poprzez obrócenie w kierunku wylotu lufy. Drugą poza komorą nabojową zmodyfikowaną częścią karabinu była iglica w kształcie łuku umieszczona w miejscu kominka.
Pewną liczbę karabinów kammerlader zmodyfikowano poprzez zaimplementowanie całego mechanizmu spustowego i komory nabojowej z Remingtona M1867 pozostawiając jedynie lufę i kolbę z oryginalnej broni. Dokładnie nie wiadomo ile egzemplarzy kammerladerów zmodyfikowano w ten sposób.

## Modele karabinu

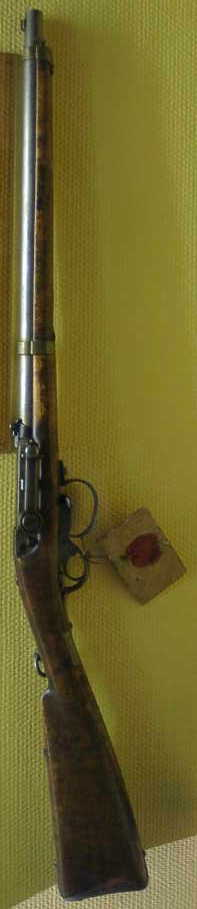
Karabin marynarki M1857 o numerze seryjnym 1. Wersja oryginalna niezmodyfikowana do standardu M1857/67.

Karabiny kammerlader były produkowane przez ponad 25 lat od 1842 do 1867 roku w wielu wojskowych i cywilnych odmianach. Właściwie wszystkie wojskowe egzemplarze broni zostały zmodyfikowane co najmniej raz, stąd ostatecznie powstało kilkadziesiąt różnych odmian karabinu.
- Karabin armii M1842 — pierwszy model produkcyjny różniący się od późniejszych modeli węższym kurkiem. Nie jest znana dokładna liczna wyprodukowanych karabinów tego typu, ale nie była ona duża. Uważa się, że była to eksperymentalna seria karabinu kammerlader.
- Karabin marynarki M1845 — wyprodukowany w 1845 roku w krótkiej serii tylko 100 egzemplarzy, zewnętrznie prawie identyczny z karabinem armii M1842. Cechą odróżniającą ten model od M1842 były trzy mosiężne bączki mocujące lufę. Obecnie broń ta należy do rzadkości, a jeszcze rzadsze są egzemplarze, których nie poddano modyfikacjom.
- Karabin armii M1846/55 — zewnętrznie prawie taki sam jak poprzedni model karabinu armii M1842, ale ze znacznie zmodyfikowanym mechanizmem. Największą różnicą była inna konstrukcja kurka, znacznie szerszego i posiadającego większy uchwyt. Większość egzemplarzy M1846 zmodyfikowano później zmieniając przyrządy celownicze, co skutkowało zmianą oznaczenia na M1842/55. W fabryce Kongsberg Våpenfabrik wyprodukowano około 6000 egzemplarzy tej broni i dalszych 1500 w fabrykach Crause w Hertzbergu w Niemczech i Francotte w Liège w Belgii
- Karabin marynarki M1849 — konstrukcyjnie bardzo podobny do M1845. Wyprodukowano 500 egzemplarzy, z czego większość została później przerobiona na zasilanie amunicją bocznego zapłonu.
- Karabin armii M1849/55 — prawdopodobnie drugi pod względem popularności model kammerladera wyprodukowany w liczbie ponad 10000 egzemplarzy. Dodatkowo w 1855 w fabryce Kongsberg Våpenfabrikk wyprodukowano dalszych 4500 egzemplarzy już w docelowej wersji M1849/55. Model podstawowy M1849 posiadał kilka usprawnień w porównaniu do wcześniejszych wersji. Poszerzono kurek dla lepszego uchwytu, a trzewik na kolbie podgięto w celu zapewnienia lepszej ochrony. O ile wiadomo wszystkie karabiny M1849 zostały wyposażone w 1855 roku w nowe przyrządy celownicze, a do dziś nie zachował się żaden egzemplarz tego modelu z oryginalnymi przyrządami pierwszej wersji.
- M1851 kammarladdningsgevär för flottan — szwedzka wersja karabinu marynarki. Lufa broni w tej wersji była mocowana do łoża za pomocą dwóch mosiężnych bączków, kurek zakończono kółkiem oraz zastosowano inny kaliber 14,8 mm. Pomijając powyższe różnice, zewnętrznie karabin nie różnił się od norweskich wersji. Kammerlader był znacznie nowocześniejszy od używanych przez Szwecję karabinów, ale uważano, że nie jest bronią udaną, dlatego prawdopodobnie nigdy nie wszedł do uzbrojenia wojsk szwedzkich.
- Karabin marynarki M1852/67 — jeden z najpopularniejszych kammerladerów marynarki wojennej, krótszy, o kalibrze 18 lødig, z lufą przytwierdzoną do łoża trzema mosiężnymi bączkami. W broni zastosowano celownik krzywkowy. Był to ostatni kammerlader marynarki z trzema obręczami mocującymi lufę. Prawdopodobnie wyprodukowano około 500 egzemplarzy tego modelu broni, a w 1867 wszystkie przerobiono na amunicję bocznego zapłonu zgodnie z opracowaniem Landmarka.
- Karabin marynarki M1855/67 — ten model karabinu może być uważany jako ulepszony M1852. Główną zewnętrzną różnicą było zastosowanie dwóch obręczy mocujących lufę, inny typ celownika i kształt kolby. Po wprowadzeniu karabinów Remington M1867, kammerladery te zostały zmodyfikowane do strzelania nową amunicją zgodnie z opracowaniem Landmarka. Przyrządy celownicze wyskalowano na odległość 800 alen (500 m).
- Karabin marynarki M1857/67 — identyczny jak M1855 z małą różnicą w kształcie kolby. Wyprodukowano około 300 egzemplarzy i prawdopodobnie wszystkie przerobiono na amunicję bocznego zapłonu w 1867 roku.
- Karabin armii M1859 — krótki karabin z mocowaniem lufy przy pomocy dwóch bączków mosiężnych wyprodukowany dla kompanii strzelców wyborowych ze Sztokholmu, obecnie znanych jako Gwardia Królewska, dla kompanii strzelców (Jeger) i sierżantów w kompaniach piechoty. Większość karabinów w wersji M1859 powstało po przerobieniu wcześniejszych modeli M1849, M1855 i prawdopodobnie M1846, a tylko broń o numerach od 10858 do 12183 została oryginalnie wyprodukowana jako M1859.
- Karabin marynarki M1860/67 — jedyny używany przez marynarkę model karabinu z dwoma obręczami mocującymi lufę. Wszystkie egzemplarze przerobiono na amunicję bocznego zapłonu według opracowania Landmarka.
- Długi karabin armii M1860/67 — wyprodukowany jako karabin kalibru 4 Linjer (11,77 mm) z heksagonalnym gwintem Whitwortha. Wyposażony w dwa rodzaje celowników, prosty dla zwykłych żołnierzy i dokładniejszy krzywkowy dla strzelców wyborowych. Łącznie wyprodukowano około 8500 egzemplarzy tego modelu karabinu w latach 1860–1867, z których większość przerobiono na amunicję bocznego zapłonu zgodnie z opracowaniem Lunda. Dodatkowo w latach 1868–1870, 1600 egzemplarzy zostało wyprodukowanych już jako broń przystosowana do amunicji bocznego zapłonu.
- Karabinek armii M1860/67 — broń identyczna jak wersja długa, ale w formie karabinka. Wyprodukowano 3200 egzemplarzy w latach 1862–1866. Karabinek ten był identyczny z karabinkiem marynarki M1860, ale zmodyfikowanym do strzelania amunicją bocznego zapłonu zgodnie z innym, przyjętym przez armię projektem Lunda.
- Karabinek artyleryjski M1862/66 — ten kompaktowy model broni miał lufę krótszą o połowę od długiej wersji M1860. Wszystko poza kalibrem wydawało się pomniejszone w stosunku do modelu M1859 i podobnych, dlatego dość trudno jest go odróżnić na fotografii od M1862, jeśli nie jest pokazany z innym modelem. Nie jest znana dokładna liczba wyprodukowanych egzemplarzy, ale wiadomo, że w 1869 roku wszystkie przerobiono zgodnie z projektem Lunda na amunicję bocznego zapłonu.

## Dalszy loskammerladerów
Karabiny kammerlader zostały wyparte z uzbrojenia przez nowsze konstrukcje broni takie jak Remington M1867, Krag-Petersson (przyjęty do uzbrojenia Królewskiej Marynarki Wojennej Norwegii w 1876 roku) czy Jarmann M1884, ale ostatni zmodyfikowany kammerlader został prawdopodobnie wycofany z arsenałów Norwegii dopiero po wprowadzeniu karabinów Krag-Jørgensen w 1892 roku. Zbędne karabiny sprzedano na rynku cywilnym lub przeznaczono na złom.
Większość karabinów sprzedanych na rynku cywilnym przebudowano na broń myśliwską, poprzez wymianę luf, a także drewnianego łoża. Niektóre egzemplarze prawdopodobnie były używane podczas II wojny światowej do kłusownictwa, gdyż cała nowoczesna broń strzelecka będąca w posiadaniu cywili została zabrana przez okupujących Norwegię Niemców.
Obecnie na rynku kolekcjonerskim karabin kammerlader w dobrym stanie kosztuje od 1600 do 8000 dolarów w zależności od modelu i stanu zachowania.

## Porównaniekammerladeraz karabinem Dreyse'ego
| Karabin                    | Kammerlader M1849/55  | karabin Dreyse M1849 |
| -------------------------- | --------------------- | -------------------- |
| Zasięg skuteczny           | 1000 m                | 600 m                |
| Szybkostrzelność           | 6 do 8 (przewidywana) | 10 do 12             |
| Kaliber                    | 17,5 mm               | 15,4 mm              |
| Prędkość wylotowa          | 265 do 350 m/s        | 305 m/s              |
| Długość lufy               | 93 cm                 | 91 cm                |
| Długość całkowita          | 141,5 cm              | 142 cm               |
| Masa załadowanego karabinu | 5 kg                  | 4,7 kg               |